# Jaworz

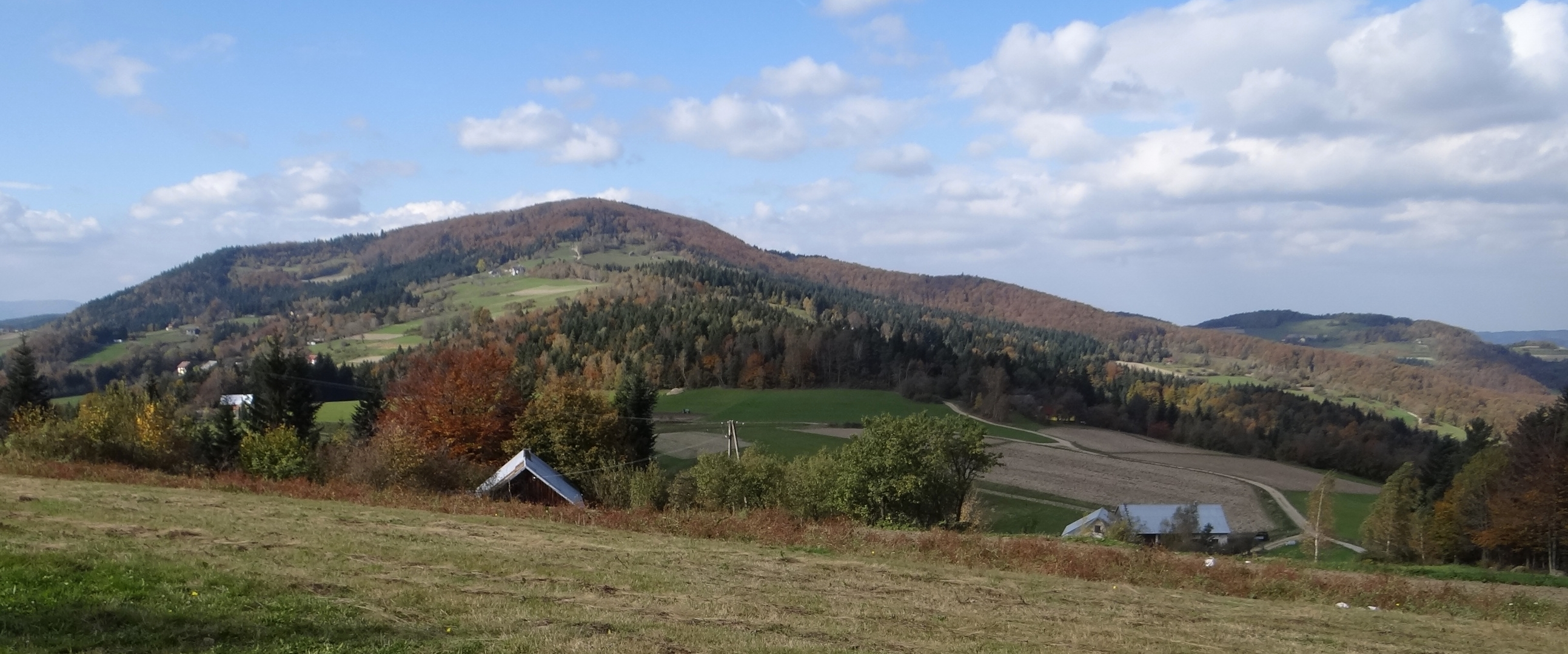
Jaworz

Jaworz, dawniej zwany Patrią (918 m) – najwyższy szczyt Pasma Łososińskiego w Beskidzie Wyspowym. Znajduje się w paśmie pomiędzy szczytami Sałasz Wschodni i Jaworze. Jego północne stoki znajdują się w obrębie wsi Kobyłczyna, wschodnie wsi Stańkowa, południowo-wschodnie wsi Męcina, południowo-zachodnie wsi Pisarzowa, wszystkie w województwie małopolskim.
Szczyt od strony wschodniej ma stromy kopulasty wierzchołek, co nadaje mu charakterystyczny wygląd. Obecnie jest porośnięty lasem, w przeszłości na jego szczycie istniała drewniana wieża triangulacyjna z platformą widokową, tzw. „patria”, skąd rozpościerała się szeroka panorama. Widoczne były: Beskid Wyspowy, Pogórze Rożnowskie z Zalewem Rożnowskim, Nowy Sącz, Beskid Sądecki, Gorce, Beskid Żywiecki i Pogórze Wielickie, a przy niskiej wilgotności powietrza Tatry oraz Pieniny.
Wschodnie stoki Jaworza są porośnięte lasem tylko w partiach wierzchołkowych, pola uprawne dochodzą aż do wysokości około 820 m. Wybudowano tutaj, na wysokości około 800 m drewnianą wieżę widokową o wysokości ok. 20 m. Obok niej jest pole biwakowe z zadaszonym grillem i wiata. Z wieży roztaczają się widoki na Zalew Rożnowski, Nowy Sącz, Beskid Niski, Beskid Sądecki, a przy bardzo dobrej pogodzie Pieniny i Tatry Bielskie.
Na północno-wschodnim zboczu góry, na wysokości około 870 m znajduje się częściowo zasypana Jaskinia w Jaworzu, w przewodnikach nazywana „Jaskinią Zbójecką”. Jest to dwumetrowa studnia prowadząca do stromej pochylni, jej długość wynosi 14 m, a głębokość – 5 m. Po raz pierwszy opisał ją Jan Ligęza w 1928 r. Podanie ludowe wiąże jaskinię z kryjówką zbójców, opowiadano o podziemnych przejściach i przeciągach gaszących świece.

## Szlaki turystyki pieszej
– z Limanowej przez Sałasz Wschodni na szczyt Jaworza. Czas przejścia: 3:10 h, suma podejść 670 m,
 – z Laskowej, następnie na wschód szlakiem niebieskim. Czas przejścia 4:10 h, suma podejść 670 m,
 – z Pisarzowej, następnie na wschód szlakiem niebieskim. Czas przejścia: 3:05 h, suma podejść 540 m,
 – z Łososiny Górnej przez Sałasz, następnie na wschód szlakiem niebieskim. Czas przejścia: 3:40 h, suma podejść 640 m,
 – znad Jeziora Rożnowskiego (Tęgoborze-Przełom). Czas przejścia: 3:30 h, suma podejść 750 m.

## Przekazy historyczne
W okresie II wojny światowej, w okolicznych lasach działali polscy partyzanci. Już od 1944 r. patrole hitlerowskich żołnierzy niemieckich nie przedostawały się do okolicznych wsi z powodu uciążliwych starć z oddziałami partyzanckimi. Tutejsi partyzanci AK dowodzeni m.in. przez – wówczas uciekiniera ze wschodu, po wojnie w USA – Michała Rogalskiego ps. „Mira”, rozbiły kolaborantów w Ujanowicach, Łososinie Dolnej i Łososinie Górnej. W niektórych z tych starć brały też udział B.Ch. Michał Rogalski jest fundatorem kapliczki – pomnika AK postawionego na pobliskim niższym wzgórzu o nazwie Cuprówka, co roku od 1986 w niedzielę przed 15 sierpnia odbywają się tam uroczyste Msze św. w intencjach patriotycznych.